# Lysiphlebus hirticornis
Lysiphlebus hirticornis är en stekelart som beskrevs av Mackauer 1960. Lysiphlebus hirticornis ingår i släktet Lysiphlebus och familjen bracksteklar. Arten är reproducerande i Sverige. Inga underarter finns listade i Catalogue of Life.